# فوكوتسو (فوكوكا)
مدينة فوكوتسو (بالإنجليزية: Fukutsu)‏ هي أحد المدن التابعة لمحافظة فوكوكا. تأسست رسميًا في 24/01/2005. ويقدر عدد سكانها بـ 55123 نسمة حسب تقدير مكتب الإحصاء الياباني لعام 2012. تبلغ مساحة فوكوتسو 52.7 كم2. بكثافة سكانية تبلغ 1046 نسمة/كم2.

## أعلام
- ناوكي ناكاجاوا